# Hanfried Müller
Hanfried Müller (* 4. November 1925 in Celle; † 3. März 2009 in Berlin) war ein deutscher evangelischer Theologe und inoffizieller Mitarbeiter der DDR-Staatssicherheit. Er war Herausgeber der Weißenseer Blätter.

## Leben
Müller studierte zwischen 1945 und 1952 in Bonn und Göttingen. Er wurde geprägt durch Vertreter der dialektischen Theologie, vor allem Karl Barth, Hans Joachim Iwand und Ernst Wolf. Kirchenpolitisch orientierte Müller sich an der sog. Dahlemer Richtung der Bekennenden Kirche und wandte sich gegen national-konservative Strömungen im deutschen Protestantismus. In Göttingen war er Gründungsmitglied der Hochschulgruppe der Freien Deutschen Jugend, die im Juni 1951 in Westdeutschland verboten wurde. Bei einer Demonstration zum 1. Mai 1951 entrollte er mit einigen anderen Demonstranten ein Transparent, das eine Volksbefragung zur drohenden Remilitarisierung Deutschlands forderte. Das trug ihm eine Anzeige wegen „schweren Landfriedensbruchs“ ein (die Ermittlungen wurden später eingestellt). Daraufhin eröffnete die Universität Göttingen ein Disziplinarverfahren, das schwebend gehalten wurde.
1952 zog er in die DDR und heiratete im November 1952 Rosemarie Streisand. Die Trauung vollzog Propst Heinrich Grüber. Im Jahr 1956 wurde Müller an der Humboldt-Universität zu Berlin bei Heinrich Vogel promoviert. Seine Dissertation war die erste deutschsprachige Gesamtdarstellung der Theologie Dietrich Bonhoeffers. Seit 1958 lehrte Müller als Dozent, seit 1964 als Professor für Systematische Theologie an der Humboldt-Universität zu Berlin. Seine Lehrveranstaltungen waren in den ersten Jahren extrem schlecht besucht; von 1963 bis 1967 wurden sie – aus politischen bzw. kirchenpolitischen Gründen – komplett boykottiert. Seine Antipoden an der Theologischen Fakultät waren die Theologen Hans-Georg Fritzsche und Herbert Trebs, die ebenfalls als Inoffizielle Mitarbeiter der Staatssicherheit tätig waren und Müller bekämpften.
1958 gründete Müller in Berlin gemeinsam mit Gerhard Bassarak den Weißenseer Arbeitskreis als Plattform von Theologen, die für eine „Kirche für den Sozialismus“ eintraten. Seit 1959 war Müller Mitglied der Christlichen Friedenskonferenz.
Der Kirche als Institution stand Müller sehr kritisch gegenüber. Insbesondere lehnte er eine Verflechtung von Kirche und weltlicher Macht ab und forderte eine offene, dienende Haltung der Kirche zur Gesellschaft. In einer autobiographischen Notiz von 2005 hat Müller seine frühe Entwicklung als einen Weg der dreifachen inneren Befreiung charakterisiert: Auf die kirchlich-theologische Emanzipation sieht er die politisch-demokratische und schließlich die sozial-ökonomische innere Befreiung folgen.
Müller pflegte Kontakte zu Vertretern der SED, insbesondere zum Ministerium für Hochschulwesen und zum Staatssekretär für Kirchenfragen, sowie zu wichtigen Vertretern der Berlin-Brandenburgischen Kirche und der EKU-Synode. Sein grundsätzlich positives Verhältnis zur DDR und zum Sozialismus war weithin bekannt. Da er aber den christlichen Glauben nicht „religiös“, d. h. nicht als eine Weltanschauung unter anderen betrachtete, nahm er eine Sonderstellung ein. Einerseits konnten seine kommunistischen Gesprächspartner in der SED oft nicht verstehen „was wir mit unserer strikten Unterscheidung zwischen Christusglauben und religiöser Weltanschauung eigentlich meinten“, andererseits war er als „nicht-religiöser“ Christ vielen „Bundesgenossen christlicher Provenienz“ nicht religiös genug.
Müller kooperierte seit 1954 mit dem Ministerium für Staatssicherheit und wurde als Inoffizieller Mitarbeiter (Geheimer Informator) unter dem Decknamen „Hans Meier“ geführt. Nach 1990 bekannte er sich zu „partieller Zusammenarbeit“ mit der Stasi, wobei er betonte, dass die Mitarbeiter des MfS viel mehr wussten als er und daher sie eigentlich seine 'inoffiziellen Mitarbeiter' seien. Ein 1994 eröffnetes Verfahren wegen Spionagetätigkeit wurde eingestellt. In der Diskussion um die DDR-Geschichte appellierte er an die Träger des SED-Regimes, keine Schuld zu bekennen.
Seit 1982 war Müller Herausgeber der Weißenseer Blätter, die in unregelmäßigen Abständen erschienen. Die Weißenseer Blätter waren die Zeitschrift des Weißenseer Arbeitskreises der Evangelischen Kirche Berlin-Brandenburg, in dem Müller eine maßgebliche Rolle spielte. Mit dem Heft 3/2006 endete das Erscheinen der Zeitschrift. In ihr äußerte Müller u. a. scharfe Kritik an oppositionellen Aktivitäten unter dem Dach der Kirche. Insbesondere seit der Endphase der DDR pflegte Müller enge Beziehungen zu marxistischen Intellektuellen wie Peter Hacks, Hans Heinz Holz und zum Chefkommentator des DDR-Fernsehens, Karl-Eduard von Schnitzler.
Müller unterstützte die Kommunistische Plattform der PDS.
Die Predigt bei seiner Trauerfeier am 12. März 2009 in Berlin-Friedrichsfelde hielt der reformierte Pastor Dieter Frielinghaus über 2 Kor 4,5 : „Denn wir predigen nicht uns selbst, sondern Jesum Christum, dass er sei der Herr, wir aber eure Knechte um Jesu willen.“

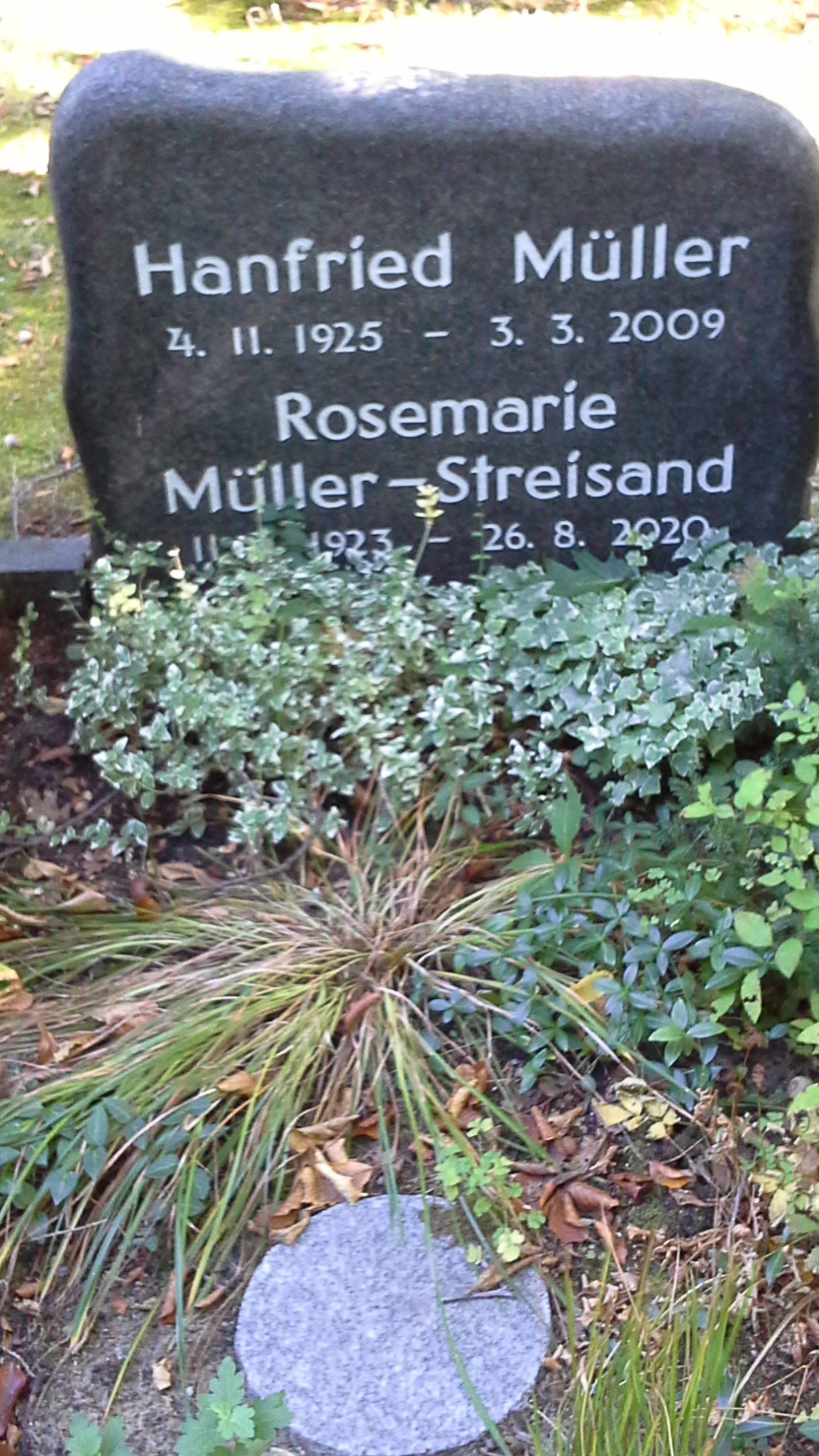
Das Grab Hanfried Müllers und seiner Frau Rosemarie Müller-Streisand auf dem Zentralfriedhof Friedrichsfelde.

Das Grab Müllers und seiner Frau befindet sich auf dem Berliner Zentralfriedhof Friedrichsfelde.

## Veröffentlichungen
- Erfahrungen, Erinnerungen, Gedanken: Zur Geschichte von Kirche und Gesellschaft in Deutschland seit 1945; GNN Verlag Schkeuditz, 2010, ISBN 978-3-89819-314-6
- Gratulation eines Aussenseiters zum 175. Geburtstag von Karl Marx, Frankfurt am Main: Wiss. und Sozialismus e. V., 1993
- Aus Glauben gerecht, Berlin: Evangelische Verlagsanstalt, 1973, 1. Aufl.
- Von der Kirche zur Welt, Leipzig: Koehler u. Amelang VOB, 1966, 2. Aufl.
- Von der Kirche zur Welt, Hamburg-Bergstedt: Reich, 1961 DNB 453484719
- Der Christ in Kirche und Staat, Hefte aus Burgscheidungen Nr. 4, Burgscheidungen 1958.
- Die Frankfurter Theologische Erklärung der Kirchlichen Bruderschaften vom 4. Oktober 1958, Hefte aus Burgscheidungen Nr. 10, Burgscheidungen 1958.
- Von der Kirche zur Welt, o. O., (1956)
- Evangelische Dogmatik im Überblick, Berlin: Evang. Verl.-Anst., 1989, 2. Aufl. (1978, 1. Aufl.)